# Antoine-Denis Raudot
Pour les articles homonymes, voir Raudot.
Antoine-Denis Raudot (né en 1679 - 28 juillet 1737 à Versailles), fils de Jacques Raudot, a été co-intendant de la Nouvelle-France avec celui-ci de septembre 1705 jusqu'en 1711 pour devenir intendant des classes.

## Biographie

### Intendant de la Nouvelle-France
Antoine-Denis Raudot est envoyé en Nouvelle-France pour seconder son père vieillissant, il ne peut présider les séances du conseil souverain qu'en lieu et place de son père Jacques Raudot, leurs deux voix ne comptent que pour une. Il n'a en fait qu'un rôle secondaire, puisqu'il doit même servir de secrétaire à son père et ne reçoit aucun traitement. Cette situation de co-intendant, fort inhabituel, serait dû à la volonté de Pontchartrain de servir la carrière de son proche parent, et d'installer un homme compétent en matière de finance pour redresser l'économie de la Nouvelle-France.
Au début de son mandat, ses rapports très optimistes sur les ressources et le développement, laissent peu à peu la place à une vision plus pessimiste, notamment au sujet de la construction navale, par manque de ressources.

Antoine-Denis Raudot voulait développer et diversifier le commerce pour enrichir la colonie, mais celui-ci reposait essentiellement sur le commerce des fourrures, il estime que près de 97 % des revenus de la colonie sont issus du commerce des fourrures (puisqu'en 1706, 630 000 livres de recettes sur 650 000 livres sur issus de ce commerce).
Pour développer l'économie, l'idée de Raudot est de développer l'agriculture et la pêche, de construire un nouvel établissement sur l'Île du Cap-Breton pour écouler ces marchandises vers la France, et de construire des navires de petits gabarits pour convoyer ces marchandises. Cap-Breton pourrait servir à désorganiser les commerces adverses dans la région, mais le coût pharaonique dans ce contexte de guerre provoque la réticence du ministre Pontchartrain.
Pour développer le commerce intérieur, il a le projet de créer une bourse de commerce, et que les assemblées que discuteraient des problèmes commerciaux ne soient composés que de marchands. Raudot accusait également le gouverneur Vaudreuil de ne pas favoriser l'économie intérieure de la colonie, notamment avec sa coûteuse politique de défense, ses expéditions en Nouvelle-Angleterre, et la mobilisation des habitants à la moindre alerte d'attaque ennemie, qui stoppe l'économie. Après plusieurs désaccords avec Vaudreuil notamment sur les questions économiques et indiennes, Raudot demande son rappel en France.

## Une nouvelle carrière
En 1710, Pontchartrain lui accorde le titre d'intendant des classes (il est chargé du recrutement des matelots sur les navires du roi).

En 1711, il est chargé du détail des garde-côtes, des invalides et des colonies, jusqu'en 1726.

En 1713, il est nommé premier commis de la Maison du roi ; avec cette nomination il dépasse le cadre de la marine pour entrer dans les cercles influents de la royauté.

En 1718, il devient l'un des dix directeurs de la Compagnie des Indes, jusqu'en 1720; puis à nouveau de 1723 à 1726.

En 1719, il est fermier général jusqu'en 1721.

En 1728, il succède à son père, comme conseiller de la marine.

En 1725, il devient maître des requêtes ordinaire de la Reine.
Il meurt le 28 juillet 1737 léguant presque toute sa fortune à ses domestiques.